# Myiopharus ovata
Myiopharus ovata là một loài ruồi trong họ Tachinidae.